# シルバースター (ニュージーランド国鉄)
シルバースター（英語: Silver Star）は、かつてウェリントン - オークランド間で運行していたニュージーランド国鉄の寝台列車である。1971年から営業運転を開始し、「走るホテル」とも称される豪華な内装やサービスを有していたが、航空機との競争に敗れ1979年に廃止された。
この項目では、日立製作所と日本車輌製造によって製造されたシルバースター用の客車についても解説する。

## 誕生までの経緯
ニュージーランドの首都であるウェリントンとオークランドの間には、1924年以降"ナイト・リミテッド"と言う愛称を持つ寝台列車が運行していた。しかし、第二次世界大戦後急速に発達する航空機との競争に晒された事で、ビジネス利用客の獲得やイメージの刷新を図るべく、1963年以降ニュージーランド国鉄は豪華な内装を有する新たな寝台列車を導入する計画が進められた。また、その中で車体の塗装にかかる費用を削減するため列車の外装にステンレス鋼を採用する事も決定した。そして次に述べる通り1969年に日本の日立製作所・日本車輌製造へ車両の発注が行われ、2年後の1971年から営業運転を開始した。

## 車両
"シルバースター"の運転開始に備えて導入されたのは、1969年に日立製作所と日本車輌製造へ発注が行われた、日本製の集中電源方式客車列車である。
車体はこれまでニュージーランドに導入されていた車両よりも大型で、導入に備えニュージーランド国鉄では本線における車両限界が拡大された。また列車愛称の"シルバースター"の名の如く、車体には屋根も含めて厚さ1mmのステンレスコルゲート板が張られている。
部品はブレーキ装置、発電機、個室内の絨毯など一部を除いて全て日本製のものを採用している。台車についても当初ニュージーランド国鉄側はオーストラリアのブラッドフォードケンダル製のものを使用するよう希望していたが、複数の台車構造案を手に現地に渡った企業側との交渉により、乗り心地の100％保証および不備が出た場合メーカー側で独自に改良するという条件のもと、ニュージーランドでの運用に適した日本製台車の使用が決定した。またニュージーランドは当時の国鉄路線の規格と比べて線路状態が悪い事から、ニュージーランド国鉄から提示された条件を満たすべく床構造や側窓構造の設計を実施した他、冷房装置からの騒音についても調整を加えている。
シルバースターの編成に連結される車種は以下の5種類である。電源荷物車を除き、全車とも冷暖房付き空調装置を完備している。
- ツインネットカー（T車） - 2人用個室・"ツインネット"（Twinette）を備えた定員16名の寝台客車。10両が製造され、編成中には通常4両が連結される。個室内部には二段ベッドが設置されており、昼間は上段を折りたたみ下部を展開することで3人掛けの座席として使用する。これらの転換は容易に行えるよう設計されており、出発前のベッドメイキングが可能になっている。また内部にはごみ箱、靴入れ、灰皿に加え折りたたみ式のテーブルが設置されており、モーニングティーを個室内で味わう事が出来る。各個室にはシャワー設備、洗面器、便器を組み込んだトイレットシャワー室が設置されているが、家族で2部屋を同時に利用する際は仕切りのドアを開放し隣り合う個室を繋げる事も可能である。なおトイレとシャワー室は各車両の扉付近にも配置されている[12]。

- デラックスルーム付きツインネットカー（TD車） - 上記の2人用個室に加え、車両中央部にデラックスルームを備えた寝台客車。2両が製造され、編成中に1両が連結される。デラックスルームは上記の2人用個室2部屋分を繋げた広い空間を有しており、シルバースター内でも最上級の個室である。そのため窓にレースおよびクロスカーテンを採用する、室内の照明を半間接照明・スポットライト照明にするなど内装が豪華になっている。上段ベッドは折りたたみ式だが下段ベッドは固定寝台となっており、個室内にはテーブルを挟み2脚の安楽椅子が設置されている[13]。

- ルーメットカー（R車）- 1人用個室・"ルーメット"（Roomette）を備えた定員16名の寝台客車。12両が製造され、編成中には通常5両が連結される。個室内には跳ね上げ式のベッドが備わっており、収納すると下部に座席が現れる仕組みとなっている他、洗面器と便器を組み込んだトイレットユニット、洋服だんす、補助腰掛が設置されている。床はニュージーランド製の厚手の絨毯を用い、部屋ごとに異なる4種類の色調を採用している。また車両の端には乗務員用の腰掛がある給仕室があり、軽食や飲み物のサービスが可能なよう流しに加え冷蔵庫やトースターなども設置されている[14]。

- 食堂車（B車） - セルフサービス式の食堂とバーが設置された食堂車。3両が製造された。最大42人まで着席可能で、編成内には1両が連結される。内部は4人掛けテーブルが8箇所、2人掛けテーブルが5箇所設置されており、2人掛けテーブルの反対側にカウンター、料理室、バーセクションが存在する。料理室内にはキッチンユニットの他オーブン、ボトルクーラー、冷凍室付き冷蔵庫などの調理器具が設置されており、カウンターにも温度調節用ヒーターにより調理済みの料理が保管可能なサボリーウォーマーが備わっている。それ以外にも便所や乗務員用の衣類棚、掃除道具用ロッカーに加え、郵便物を投函する事ができるポストボックスが配置されている[15]。

- 電源荷物車（P車） - 客車編成の先頭もしくは最後尾に1両連結される車両で、4両が製造された。定員は設定されておらず、車掌・技術員用の座席や計器類、机などが設置されている乗務員室、乗務員用の便所、編成内の全車両に電気を供給する電源室、最大4tまで荷物が搭載可能な荷物室が設置されている。電源室にはカミンズ製のV12-500-GC型発電機が2台登載されており、連続出力はそれぞれ210kwである。通常は双方共に使用されるが、片方が故障した場合1台でも負担を軽減したうえで使用可能な自動給電装置を採用している。なお客室と異なり乗務員室には冷房がなく、腰掛下部と天井に設置されている換気扇による強制換気が行われている[16]。

なお、車両は食堂車（B車）を中心として車両の向きを変えて連結しており、食堂車を境に寝台車の個室と通路の位置が反転している。
完成後、一部の車両は日本国有鉄道の協力を得て東海道本線の熱田駅 - 蒲郡駅間で試運転を実施し、振動および騒音がニュージーランド国鉄側が提示した条件を満たしている事が確認されている。

## 運行

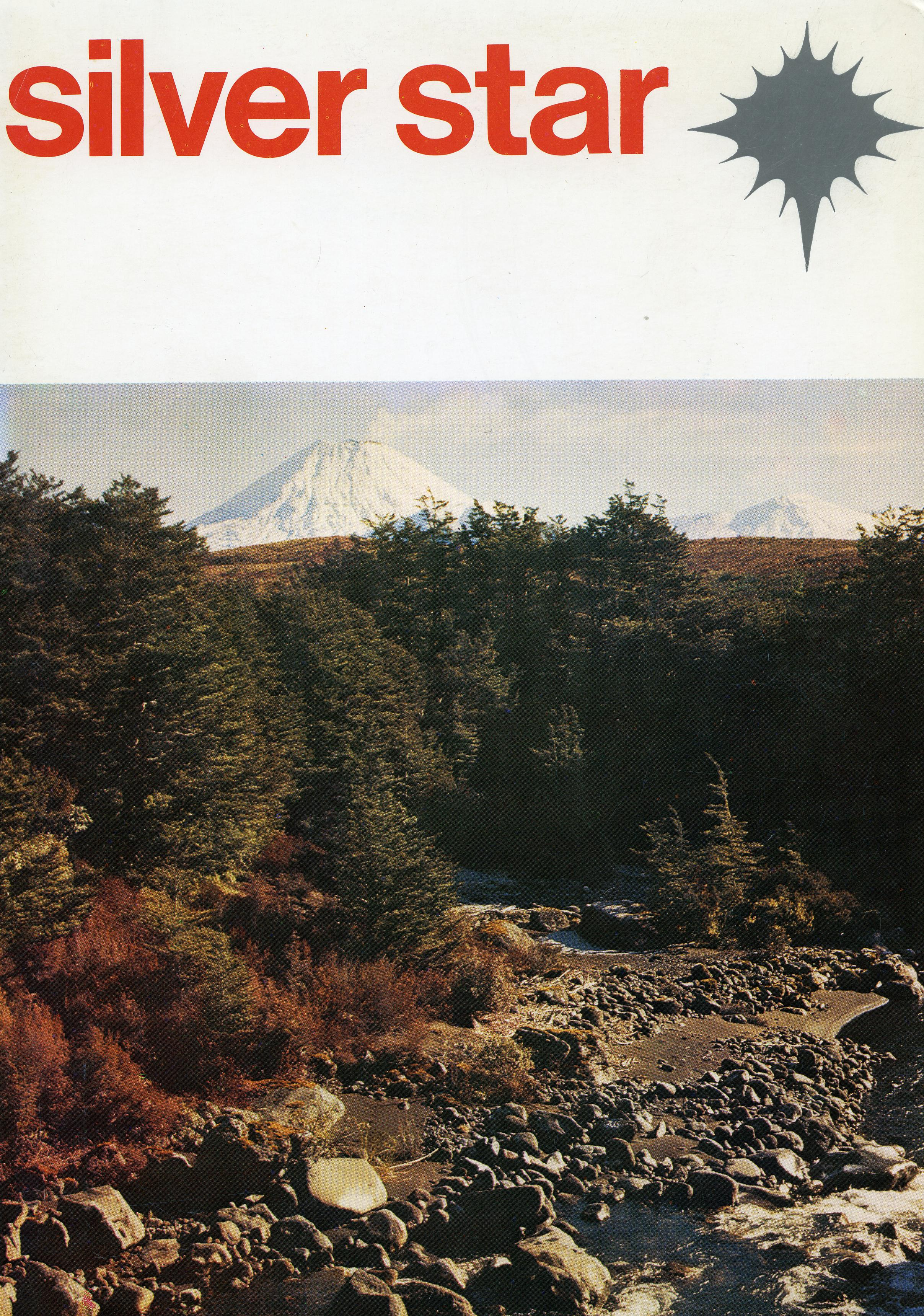
食堂車のメニューの表紙

"シルバースター"の導入はニュージーランド国鉄挙げての大型プロジェクトであり、最初の車両が1971年に現地に到着した時点で新聞を始めとするマスメディアの注目の的となった。同年8月に行われた、政府関係者を招いた試運転も成功裏に終わり、翌9月5日から営業運転を開始した。ウェリントンとオークランド双方を20時30分に出発し、翌日の8時30分に到着する1日1往復のダイヤが設定され、最高速度は96.5km/h（60mph）であった。牽引機は全区間ともDA形ディーゼル機関車の重連、もしくはDX形ディーゼル機関車単機だった。

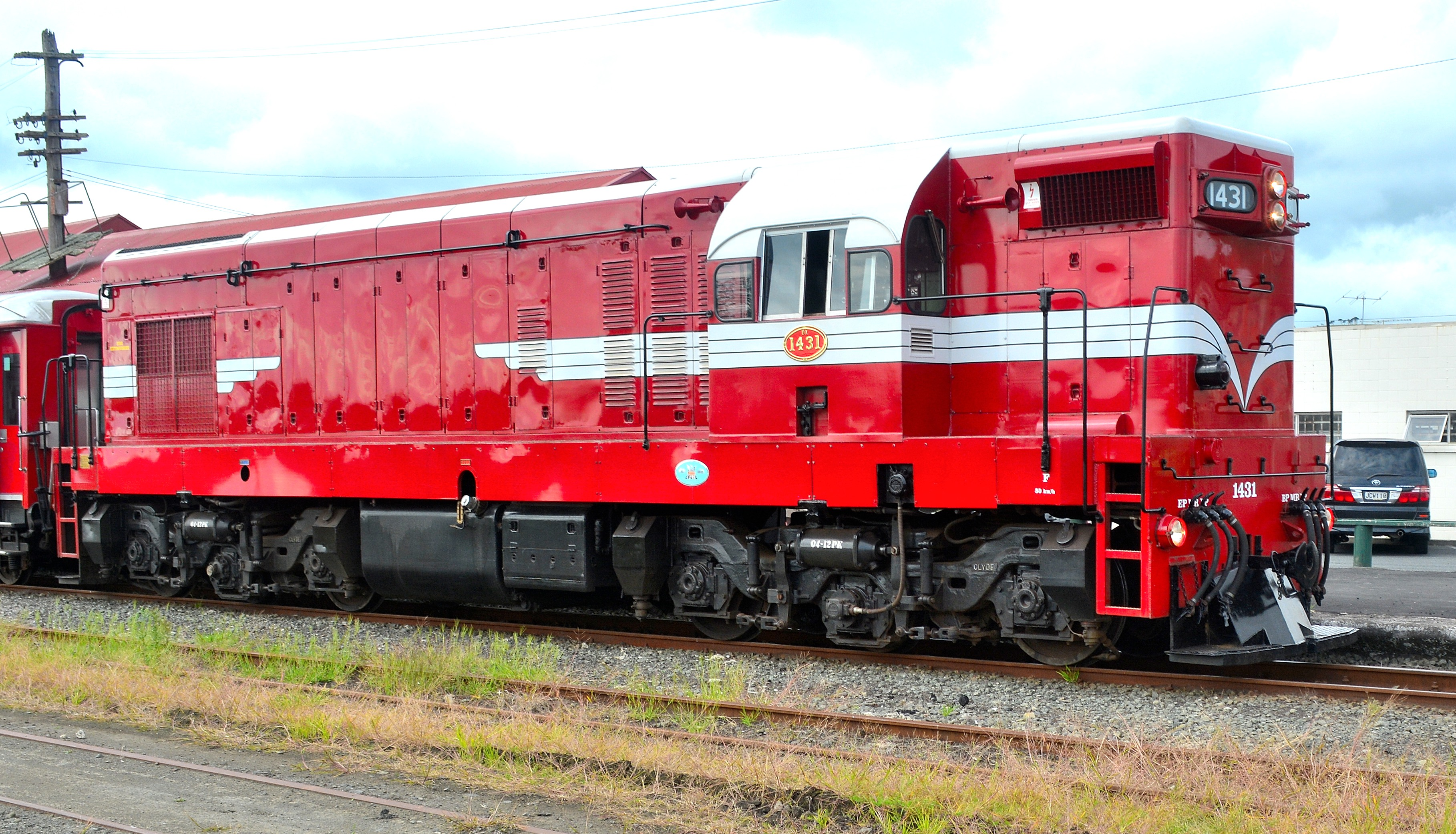
DA形ディーゼル機関車
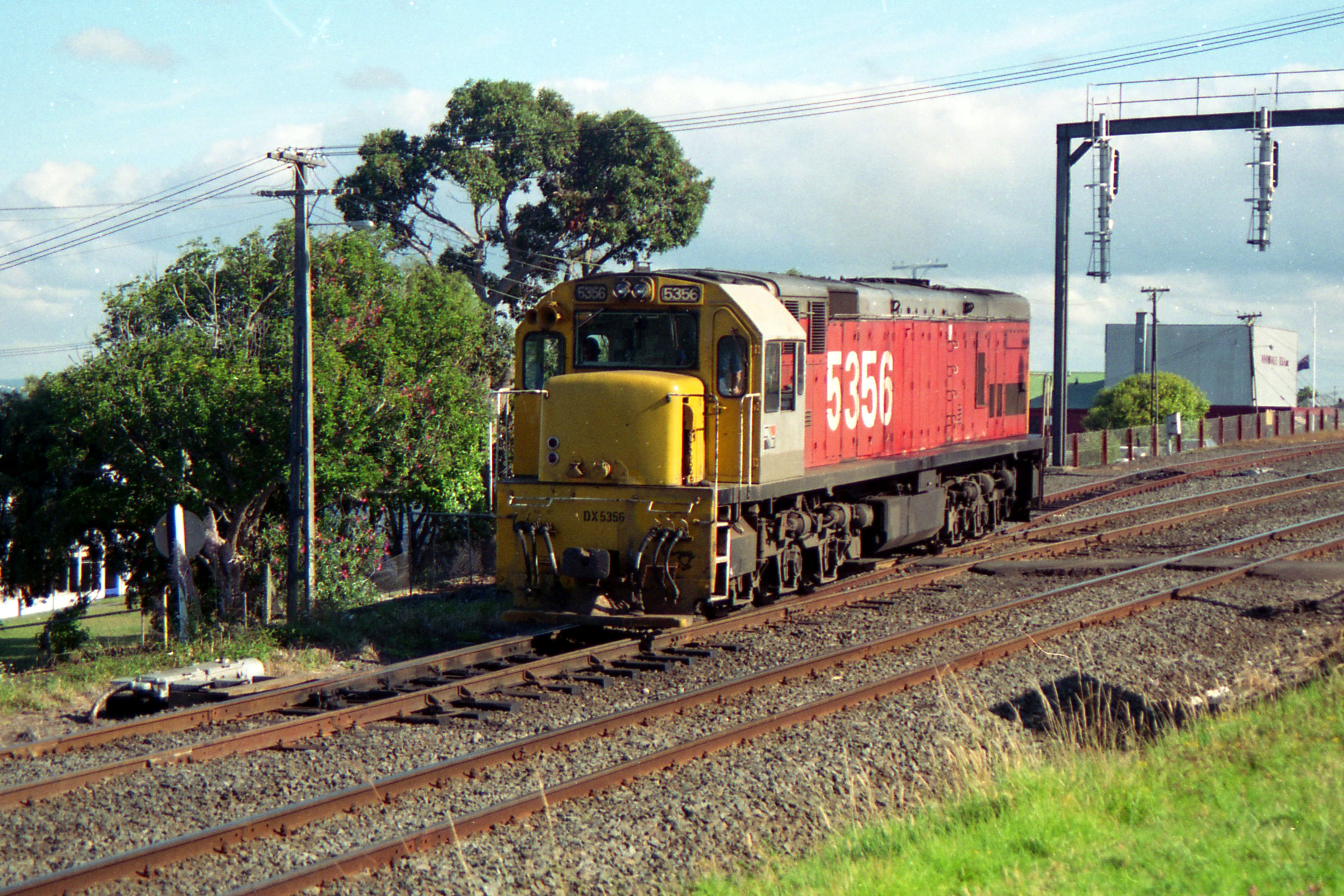
DX形ディーゼル機関車

豪華な内装は勿論、乗務員による接客サービス、安定した乗り心地は試運転時から高い評価を得ていたものの、シルバースターの走行路線であるウェリントン - オークランド間はニュージーランド・ナショナルエアウェイズのボーイング737によって僅か1時間で結ばれており、当初想定していたビジネス利用客は既に航空機にシェアを奪われていた。それでも運行当初は運賃の安さなどから利用客は多かったものの、1970年代後半には半数の車両が使用されない状態にまで至っていた。そして1979年6月10日をもって、"シルバースター"は営業開始から僅か8年足らずで廃止された。

## 廃止後の車両の動き

### 度重なる転用の断念
1970年代にはシルバースター以外にもニュージーランド国内に複数の夜行列車が残存しており、ニュージーランド国鉄はこれらの列車に使用されていた旧型客車との混用のためシルバースター用の客車を座席車に改造する計画を1970年代後半以降立てていた。だが車両の断熱材にアスベストが使用されていた事が判明し、危険なアスベストを扱う事に対する労働組合側からの抗議が起きた事から計画は頓挫してしまい、以降シルバースター用客車はウェリントンの車庫内に長期間留置される事となった。1980年代にも何度か再改造計画が出されているが、アスベスト除去を始めとする費用が高額だったことを受け全て却下され、1987年には民間の旅客会社であるパシフィック・トレイルウェイズがシルバースター用客車を用いた観光列車計画を発表したがこれも実現せず、その際にオークランドの車庫へ運ばれた車両たちは更に留置され続けた。

### イースタン＆オリエンタル・エクスプレスへの改造

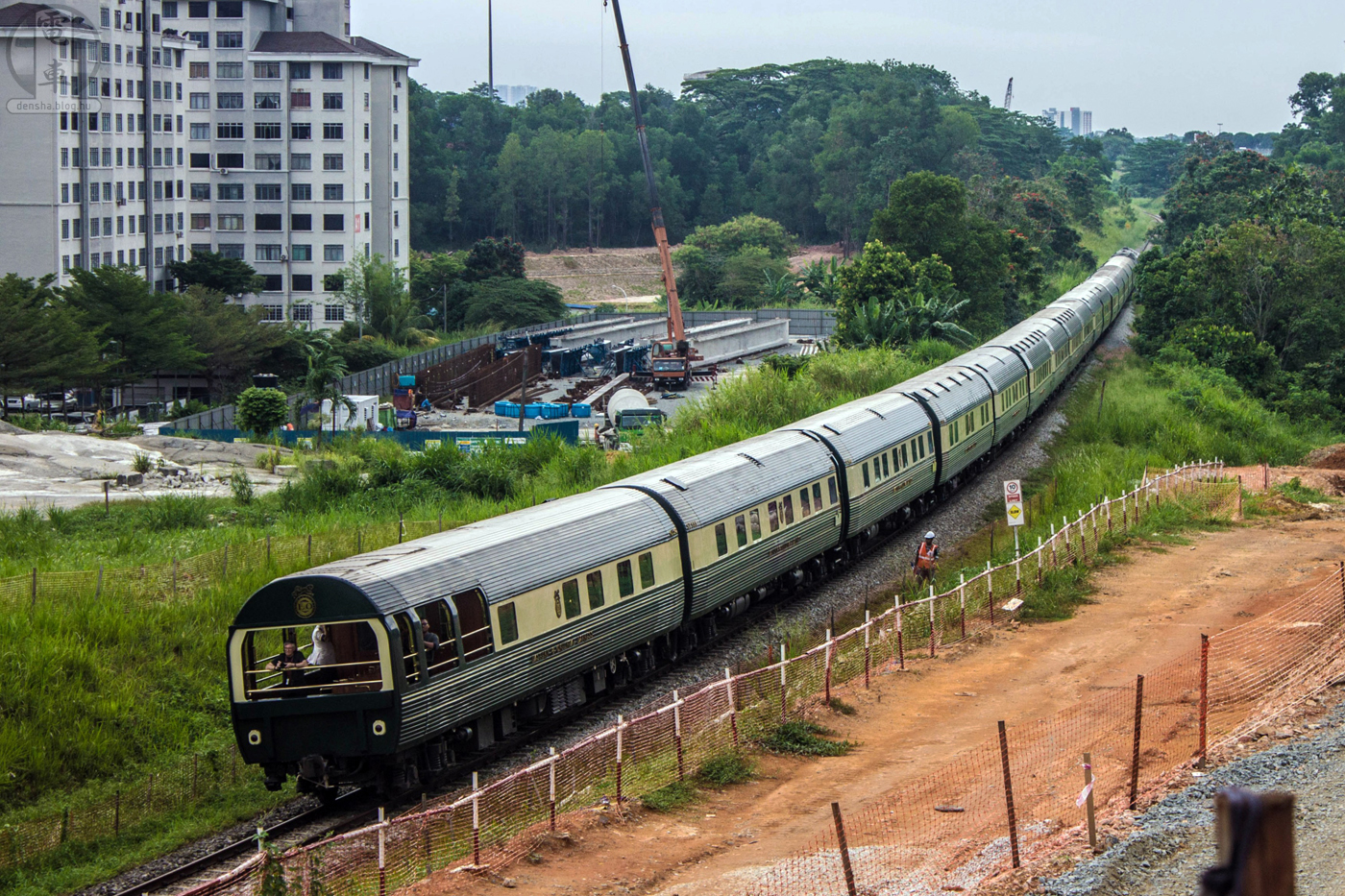
大改造を受けたイースタン＆オリエンタル・エクスプレス用客車

ヨーロッパでかつての豪華列車を再現した観光列車「ベニス・シンプロン・オリエント・エクスプレス（VSOE）」を成功させたオリエント・エクスプレス・ホテルズ（現：ベルモンド）は、東南アジアでもシンガポール - マレーシア - タイ間を直通する国際豪華列車・イースタン＆オリエンタル・エクスプレス（E&O, Eastern & Oriental Express）を運行する事を決定した。その車両としてシルバースター用客車の大半がタイへ輸出され、うち24両がアスベスト除去、塗装変更、軌間変更、内装など大規模な改造を受けて1993年9月から営業運転を開始した。
2019年現在、展望車や食堂車、電源車を含めた17両編成が毎年9月から翌年4月まで定期運転に就いている。

### 鉄道車両以外での再利用
イースタン＆オリエンタル・エクスプレスに改造される事なく残った6両については、内装や台車の撤去およびアスベスト除去などを行ったうえで2012年から2016年にかけて全て売却され、個人宅などに再利用されている。